# 陶努斯施泰因
陶努斯施泰因（德語：Taunusstein，發音：[ˈtaʊnʊsˌʃtaɪn] ⓘ），是德国黑森州达姆施塔特行政区莱茵高-陶努斯县的城市，面积67.02平方千米，2023年12月31日人口为30,820人，是该县最大的城市。